# Joaquín Fernández Corredor
Joaquín Fernández Corredor (Mataró, 22 de enero de 1972) es un deportista español que compitió en natación.
Ganó una medalla de plata en el Campeonato Mundial de Natación en Piscina Corta de 1993, en la prueba de 4 × 100 m estilos. Participó en tres Juegos Olímpicos de Verano, entre los años 1988 y 1996, ocupando el décimo lugar en Barcelona 1992, en el relevo 4 × 100 m estilos.

## Palmarés internacional
| Campeonato Mundial en Piscina Corta | Campeonato Mundial en Piscina Corta | Campeonato Mundial en Piscina Corta | Campeonato Mundial en Piscina Corta |
| Año                                 | Lugar                               | Medalla                             | Prueba                              |
| ----------------------------------- | ----------------------------------- | ----------------------------------- | ----------------------------------- |
| 1993                                | Palma de Mallorca (España)          | Medalla de plata                    | 4 × 100 m estilos                   |